# Verzweigung Meggenhus
De Verzweigung Meggenhus is een knooppunt in Zwitserland. Op dit knooppunt bij Mörschwil sluit de A23 aan op de A1.

## Configuratie
Het knooppunt is een half-turbineknooppunt.